# Virginia Pearson
Virginia Belle Pearson (7 de marzo de 1886 – 6 de junio de 1958) fue una actriz teatral y cinematográfica estadounidense. A lo largo de su carrera entre 1910 y 1932, la mayor parte de la cual tuvo lugar durante los años del cine mudo, trabajó en un total de cincuenta y un filmes.

## Biografía
Nacida en Anchorage, Kentucky, tras completar sus estudios escolares, Pearson trabajó un breve tiempo como ayudante en la biblioteca pública de Louisville, Kentucky. Pearson se formó siguiendo la tradición de las estrellas del teatro estadounidense, por lo que actuó en producciones de repertorio en Washington D. C. y Nueva York. En Nueva York encarnó a la heroína en Hypocrisy, una historia que ponía al descubierto «la vergüenza de la sociedad».
Su debut en el cine llegó en 1910, a los 24 años de edad. William Fox, de Fox Film Corporation, la promovió para hacer el mismo tipo de papeles de mujer fatal que interpretaban Theda Bara, Louise Glaum y Valeska Suratt. Para Fox rodó 29 filmes en papeles de protagonista. Entre sus películas figuran Blazing Love (1916), Wildness of Youth (1922), The Vital Question (1916), Sister Against Sister (1917), The Red Kimona (1925), Wizard of Oz (1925), y The Phantom of the Opera (1925).
En 1916, Pearson y su marido, el actor cinematográfico Sheldon Lewis, cortaron sus lazos con la Virginia Pearson Producing Company, una productora propia, y entraron en Independent Productions Company, con un capital de 1.000.000 de dólares. En 1924 la pareja hubo de declararse en bancarrota, y en 1928 Pearson estaba legalmente divorciada de Lewis, pues en esa época se consideraba poco taquillero que las actrices cinematográficas estuvieran casadas. A pesar de ello, ambos siguieron siendo compañeros sentimentales, y residieron pobremente muchos años en el viejo Hollywood Hotel. Posteriormente, vivieron en la Motion Picture & Television Country House and Hospital, en Woodland Hills (Los Ángeles).
Virginia Pearson, que se había retirado del cine en 1932, falleció a causa de una insuficiencia renal aguda en Hollywood, California en 1958, casi un mes después de haber muerto Sheldon Lewis. Tenía 72 años de edad. Fue enterrada en el cementerio Valhalla Memorial Park de Los Ángeles.

## Filmografía completa[2]

### Actriz
| - On Her Doorsteps (1910) - The Stain, de Frank Powell (1914) - Aftermath (1914) - The Reward, de S. Rankin Drew (1915) - The Turn of the Road, de Tefft Johnson (1915) - The Kiss of a Vampire (1916) - Thou Art the Man, de S. Rankin Drew (1916) - The Writing on the Wall, de Tefft Johnson (1916) - The Hunted Woman, de S. Rankin Drew (1916) - The Vital Question, de S. Rankin Drew (1916) - Blazing Love, de Kenean Buel (1916) - Hypocrisy, de Kenean Buel (1916) - The Tortured Heart, de Will S. Davis (1916) - Daredevil Kate, de Kenean Buel (1916) - The War Bride's Secret, de Kenean Buel (1916) - When False Tongues Speak, de Carl Harbaugh (1917) - The Bitter Truth, de Kenean Buel (1917) - Sister Against Sister, de James Vincent (1917) | - A Royal Romance, de James Vincent (1917) - Wrath of Love, de James Vincent (1917) - Thou Shalt Not Steal, de William Nigh (1917) - All for a Husband, de Carl Harbaugh (1917) - Stolen Honor, de Richard Stanton (1918) - A Daughter of France, de Edmund Lawrence (1918) - The Firebrand, de Edmund Lawrence (1918) - Her Price, de Edmund Lawrence (1918) - The Liar, de Edmund Lawrence (1918) - The Queen of Hearts, de Edmund Lawrence (1918) - Buchanan's Wife, de Charles Brabin (1918) - The Love Auction, de Edmund Lawrence (1919) - The Bishop's Emeralds, de John B. O'Brien (1919) - Impossible Catherine, de John B. O'Brien (1919) - Wildness of Youth, de Ivan Abramson (1922) - A Prince of a King, de Albert Austin (1923) | - What Price Beauty?, de Tom Buckingham (1925) - The Wizard of Oz, de Larry Semon (1925) - The Phantom of the Opera, de Rupert Julian (1925) - The Red Kimona, de Walter Lang (1925) - The Taxi Mystery, de Fred Windemere (1926) - Lightning Hutch, de Charles Hutchison (1926) - Silence, de Rupert Julian (1926) - Mum's the Word, de Leo McCarey (1926) - Atta Boy, de Edward H. Griffith (1926) - Driven from Home, de James Young (1927) - The Big City, de Tod Browning (1928) - The Actress, de Sidney Franklin (1928) - The Power of Silence, de Wallace Worsley (1928) - Smilin' Guns, de Henry MacRae (1929) - The Primrose Path, de William A. O'Connor (1931) - Back Street, de John M. Stahl (1932) |

### Guionista
- As the Fates Decree, de Oscar Eagle (1912)

## Galería

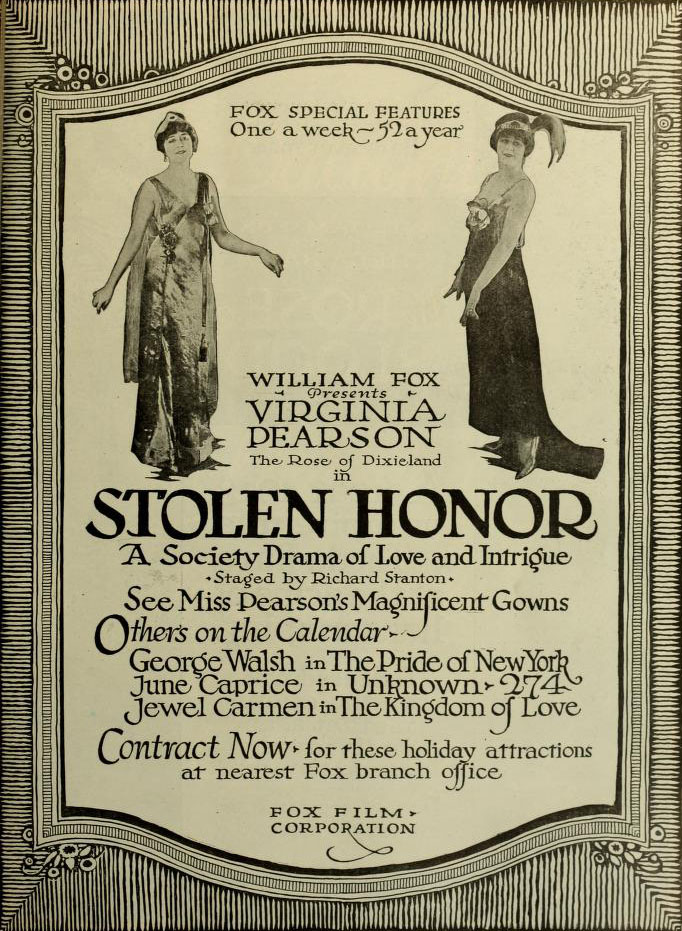
Stolen Honor (1917)
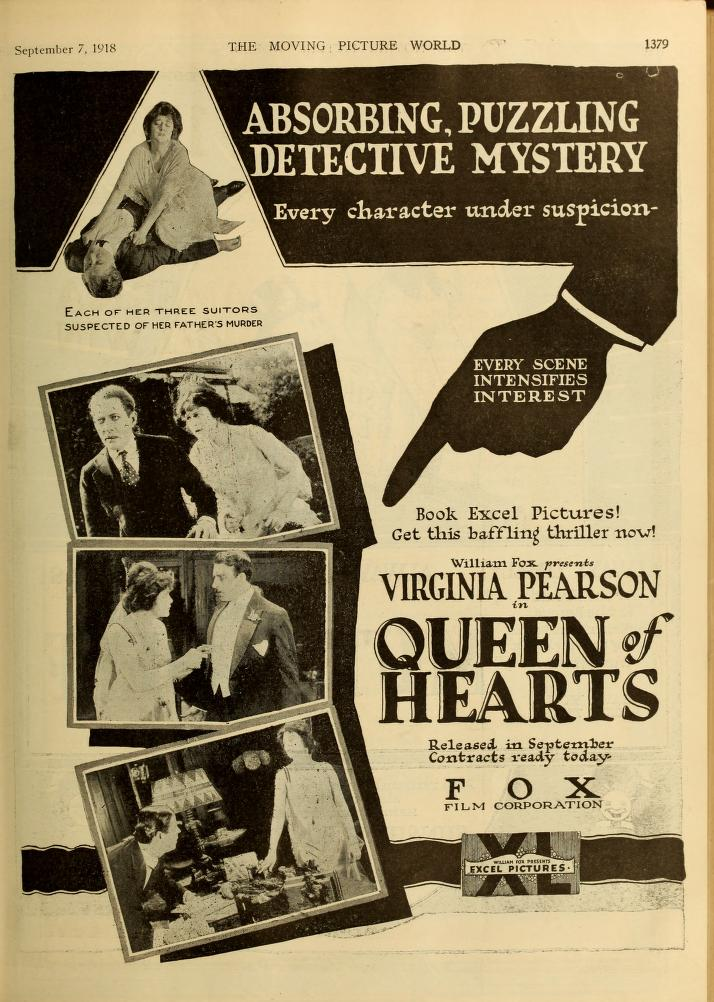
Queen of Hearts (1918)
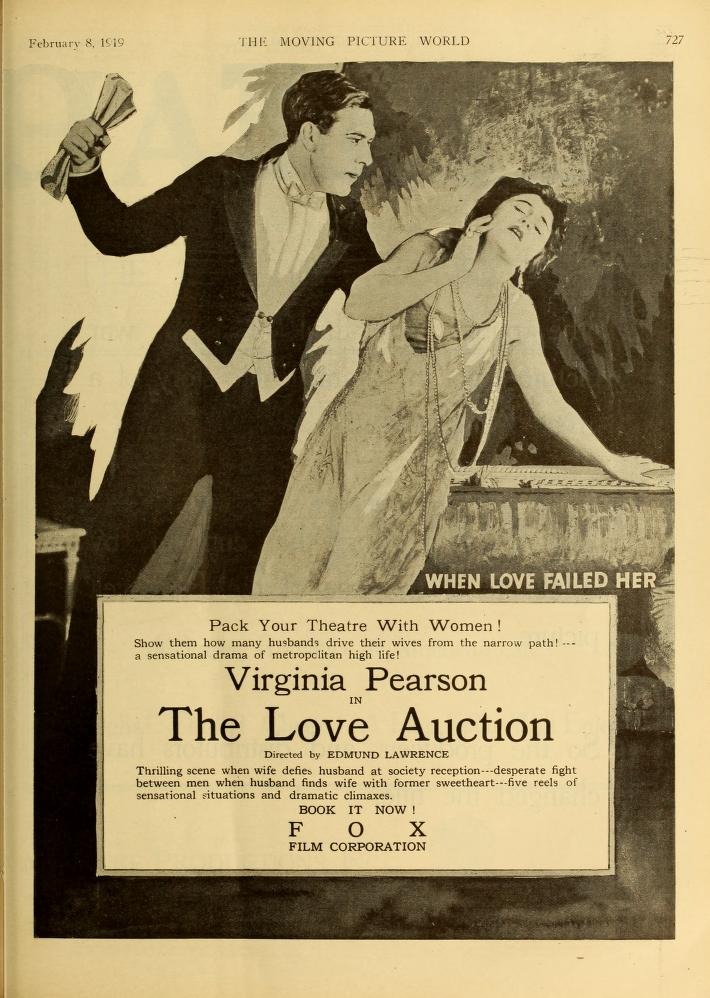
The Love Auction (1919)
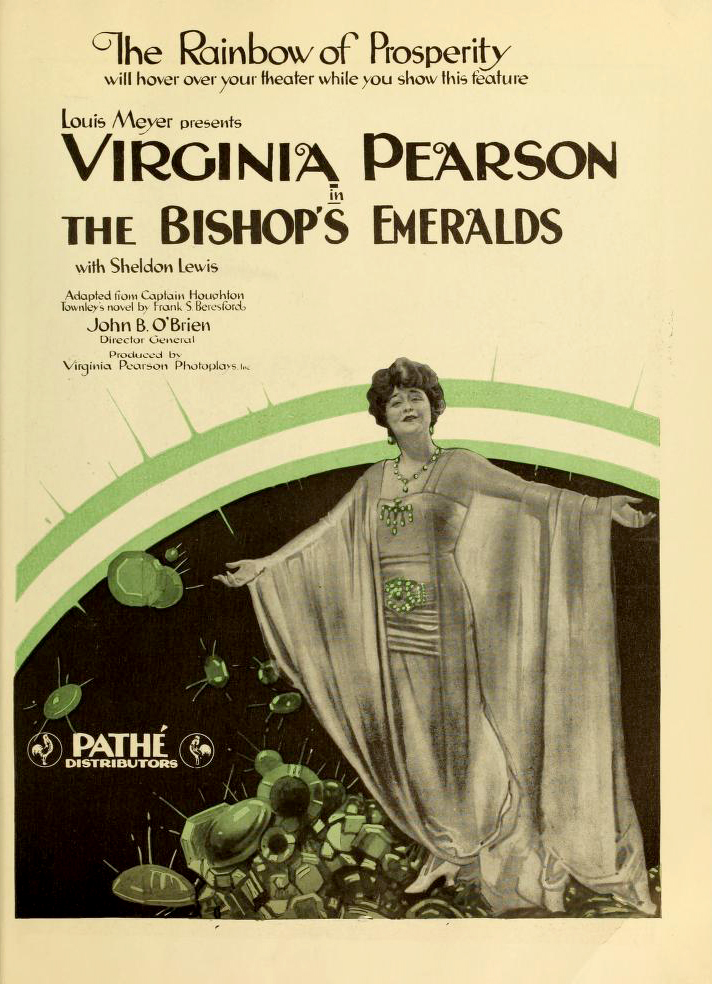
The Bishop's Emeralds (1919)
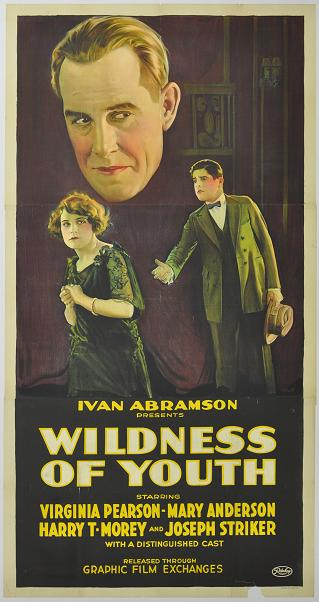